# Norsk Tindeklub

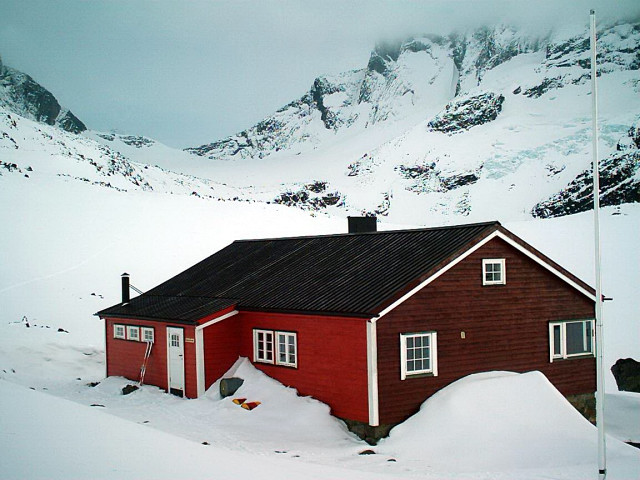
Refuge du Norsk Tindeclub à Skagadalen, Hurrungane

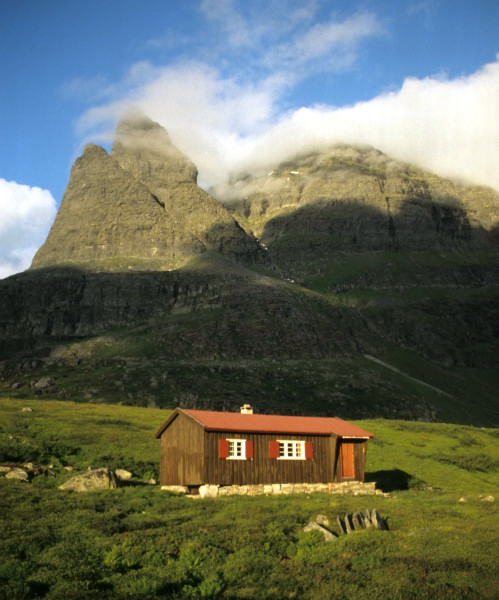
Giklingdalshytta sous l'Innerdalstårnet.

Le Norsk Tindeklub est une association d'alpinisme norvégienne. Elle est fondée en 1908. L'association édite des guides et ouvrages d'alpinisme. Le club a également édité une série d'ouvrages sous le nom de Norsk Fjellsport (en 1914, 1933, 1948, 1958, 1968, 1983, 1998 et 2008),. 
L'association gère trois chalets, à Skagadalen (Hurrungane), à Vengedalen (Romsdalen (en)) et à Flatvaddalen (Innerdalen).